# Reichenbach am Heuberg
Reichenbach là một thị xã ở huyện Tuttlingen trong bang Baden-Württemberg thuộc nước Đức.